# Guárdate de los idus
Guárdate de los idus es una novela de aventuras y literatura juvenil escrita por Lola Gándara y publicada en España en 1996.

## Argumento
Julio César ha muerto siendo víctima de una conjura. Mario Dimitrio pertenece a la conspiración. Sus sobrinos, Druso y Porcia, tienen que huir para librarse de las persecuciones; pero Druso lleva con él un documento muy importante. En toda esta novela histórica no faltan aventuras. Druso tiene que arriesgar la vida para deshacerse del documento, porque por conseguirlo hay alguien dispuesto a matar, ya que contiene los nombres de los conjurados que contenía en el documento.